# Johann Joachim Röling
Johann Joachim Röling (auch J. J. Röling, * 3. Mai 1705 in Dornum; † 1778 in Nesse) war ein evangelisch-lutherischer Pfarrer, der sich später dem Unitarismus zuwandte.

## Leben und Wirken
Röling wurde 1705 im ostfriesischen Dornum als Sohn eines lutherischen Pfarrers geboren und studierte später Theologie an der Universität Jena. Nach seinem Abschluss kehrte Röling nach Ostfriesland zurück und übernahm 1732 zunächst eine Pfarrstelle im rheiderländischen Pogum. Im Jahr 1733 wechselte er nach Bingum. Hier näherte er sich antitrinitarischen Positionen an und vertrat schließlich offen unitarische Standpunkte. Hieraufhin wurde er im Januar 1739 durch das fürstliche Konsistorium vorläufig suspendiert. Seine Gemeinde jedoch unterstützte ihn und ersuchte das Konsistorium im Juni 1739 um Aufhebung der Suspendierung. Zur gleichen Zeit wurde sein Fall der theologischen und juristischen Fakultät der Universität Jena zur Prüfung vorgelegt. Dort wurde entschieden, Röling nicht vor einer eingehenden theologischen Befragung als Ketzer aus dem Amte zu entlassen. Die Befragung übernahmen die Theologen Andreas Arnold Gossel, Johann Ludwig Lindhammer und der Hofprediger Johann Friedrich Bertram. Röling hielt unter den Befragungen jedoch an seinen Positionen fest. Ein weiteres Gutachten der Universität Rostock vom 17. Januar 1740 empfahl schließlich Rölings Entfernung aus dem Pfarramt und seine Landesverweisung. Röling wurde daraufhin vollständig suspendiert, jedoch wurde von einer Landesverweisung abgesehen, sofern er sich nicht mehr öffentlich zum Unitarismus bekennen würde. Röling ließ sich daraufhin zunächst in Dornum und später in Nesse nieder, wo er als Buchbinder und Krämer arbeitete.
Mit der Übernahme Ostfrieslands durch Preußen hoffte Röling unter Friedrich den Großen religiöse Toleranz zu finden und suchte 1748 in einer Bittschrift formell um die Erlaubnis, eine unitarische Gemeinde gründen zu können. Er führte unter anderem aus, von der Gegenreformation verfolgte unitarische Glaubensflüchtlinge ansiedeln zu können. Stattdessen trat nun die Landesverweisung in Kraft und Röling war gezwungen, Ostfriesland zu verlassen. Er übersiedelte zunächst nach Jever und schließlich nach Altona. Von dort aus wandte er sich schließlich unmittelbar an den preußischen König und erhielt daraufhin die Erlaubnis, wieder nach Ostfriesland zurückkehren zu dürfen. Im Jahr 1755 bewarb er sich nochmals auf eine freie Pfarrstelle in Bingum, wurde jedoch abgelehnt. 1767 suchte er in Berlin erneut um Erlaubnis, eine unitarische Gemeinde gründen zu können, welches nun gestattet wurde. Röling entfaltete daraufhin erneute Aktivitäten und ließ unter anderem unitarische Schriften drucken, was ihn jedoch erneut in Konflikt mit den örtlichen Behörden brachte. Auch gelang es ihm nicht, unitarische Glaubensflüchtlinge für eine Gemeindegründung in Ostfriesland zu gewinnen, so dass er seine Pläne letztlich aufgeben musste. Die Möglichkeit, die unitarische Konfession in Ostfriesland auf Dauer zu etablieren, war somit gescheitert. Seine letzten Jahre verbrachte er in Nesse, wo er 1778 verstarb. Er hinterließ fünf Kinder.